# 安房須神社
安房須神社（あわすじんじゃ）は、千葉県松戸市新作にある神社。

## 祭神
- 少名彦命
- 菅原道真
- 猿田彦神

## 歴史
慶長12年（1607年）の創建とされるが、現地案内板には慶長11年（1606年）の記載がある。一帯には高城氏の家臣が住んでいた。祭神は医薬の神である少名彦命であったが、明治41年（1908年）に村内の道祖神社と天神社を合祀し、安産・子育て・学問の神として信仰されている。

## 文化財

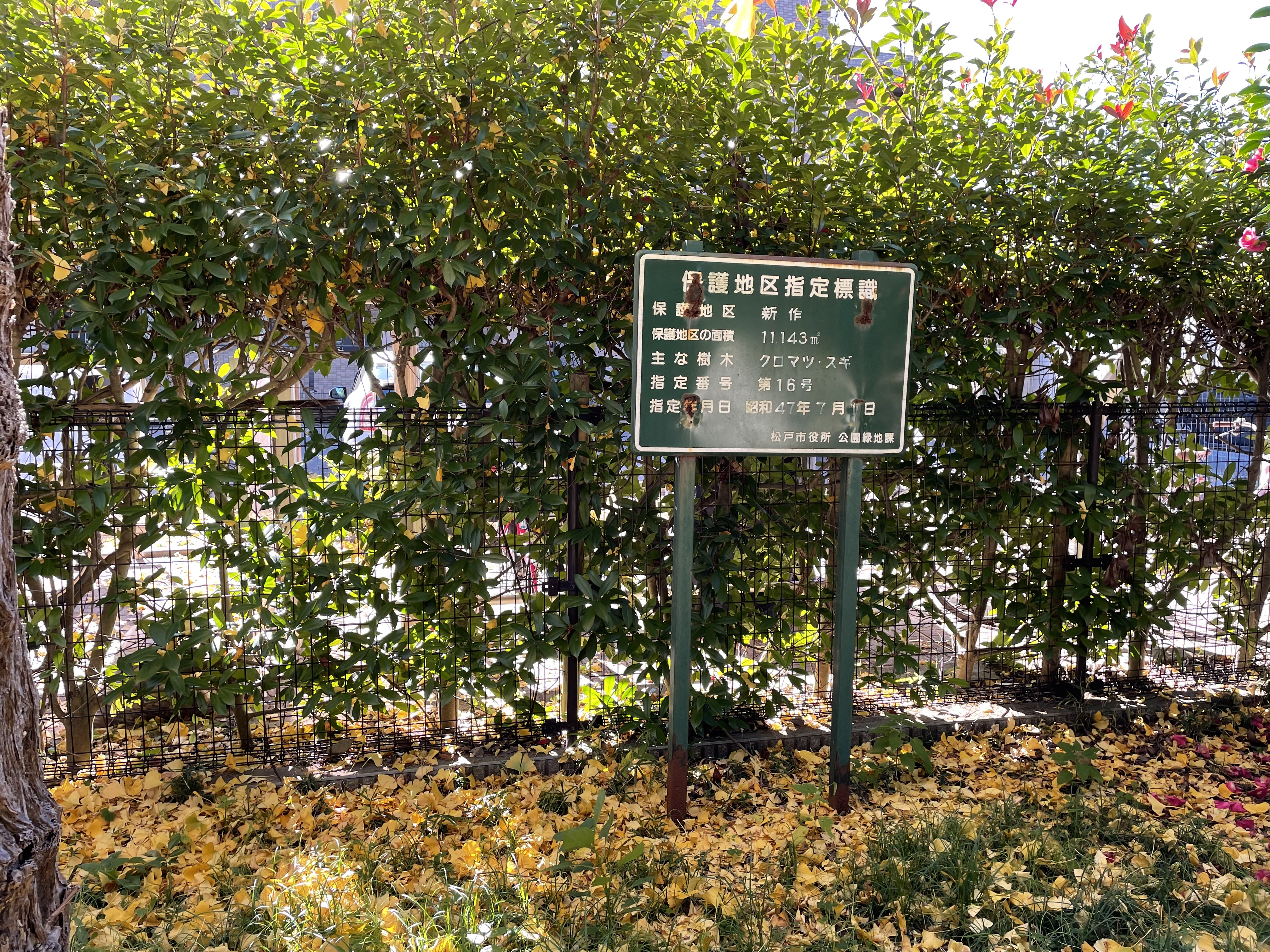
保護区指定板

### 保護地区指定（松戸市）
境内はクロマツ・スギなどの保護地区に指定されている。

## 境内

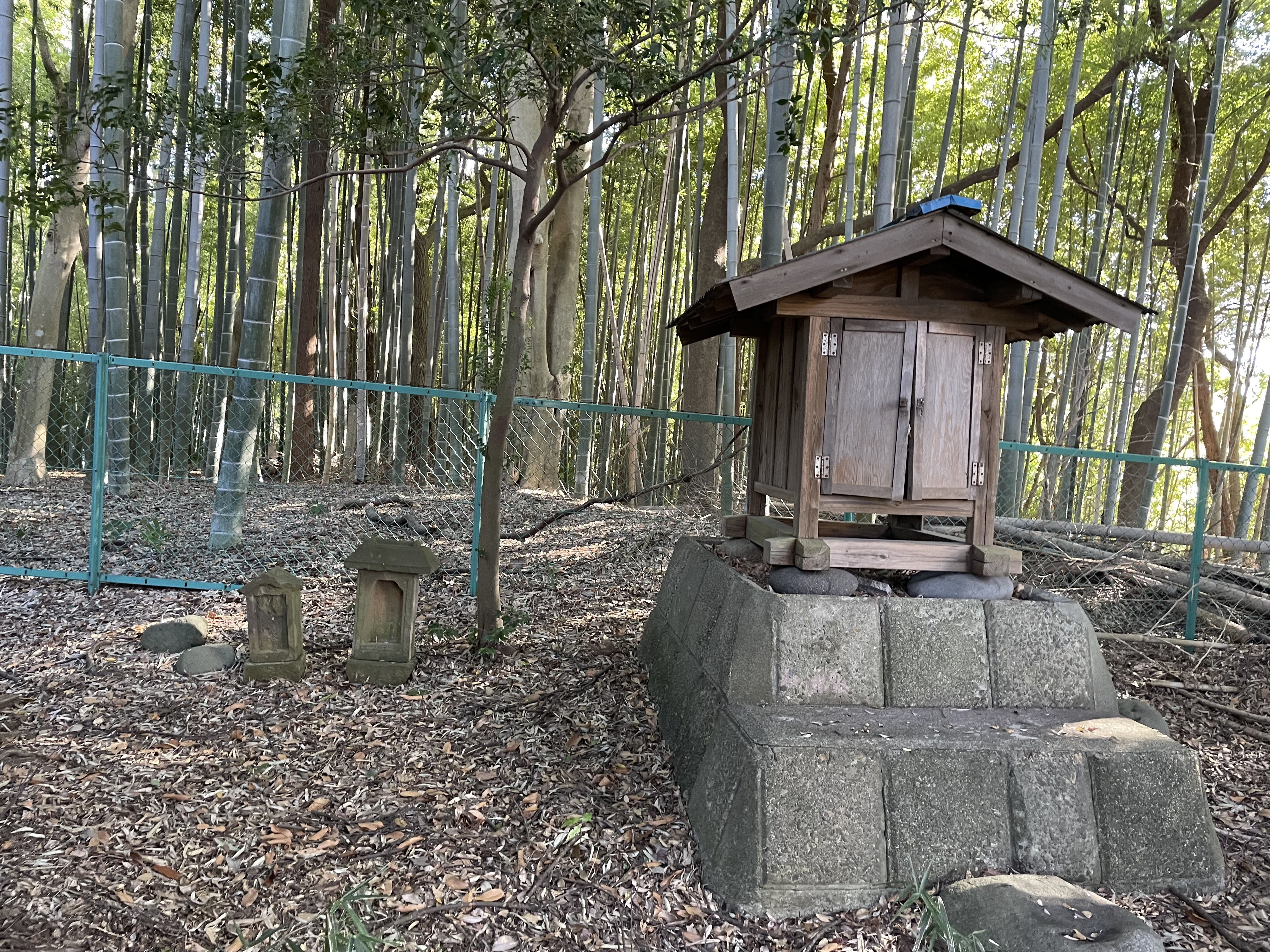

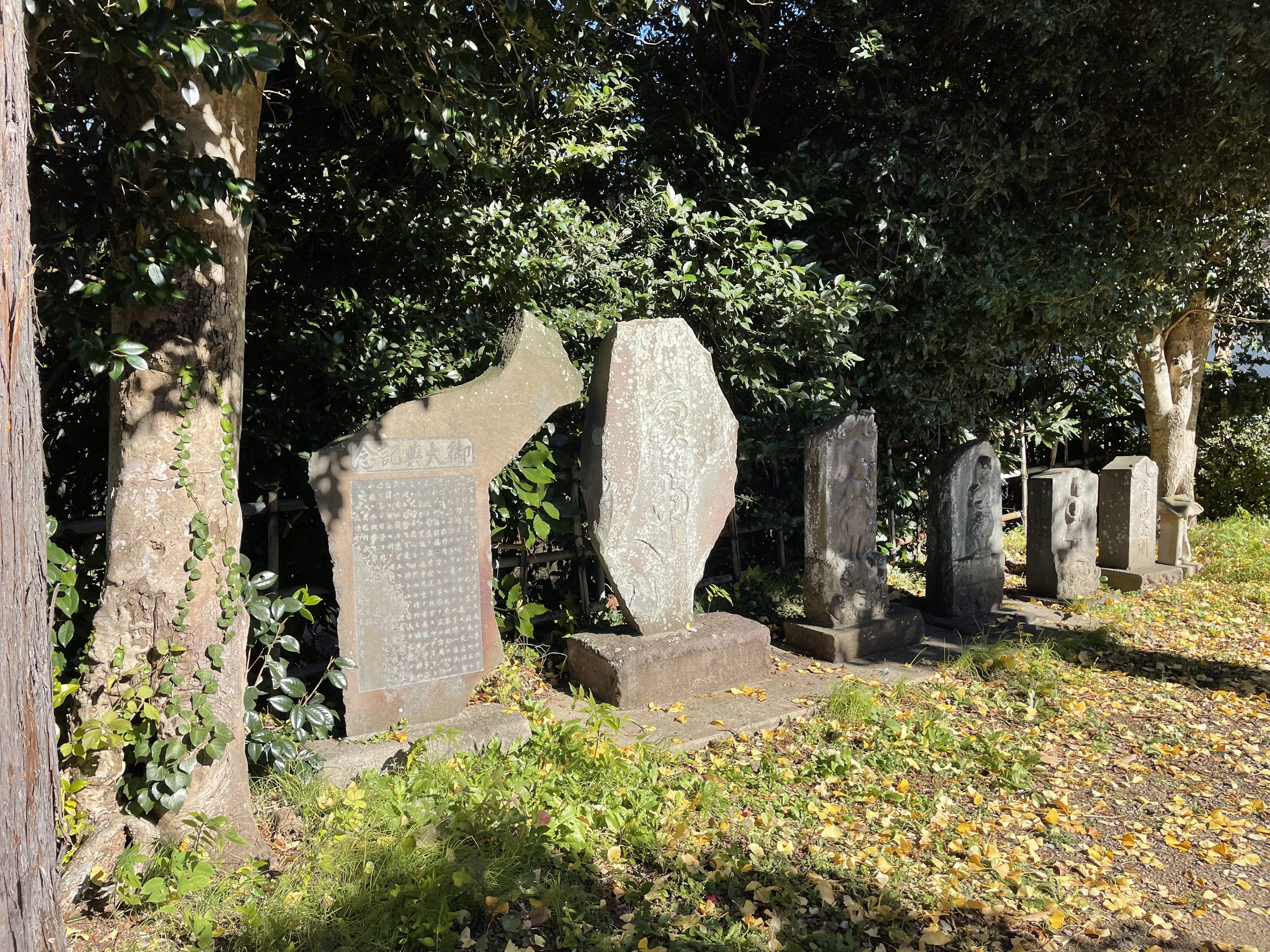
庚申塔群

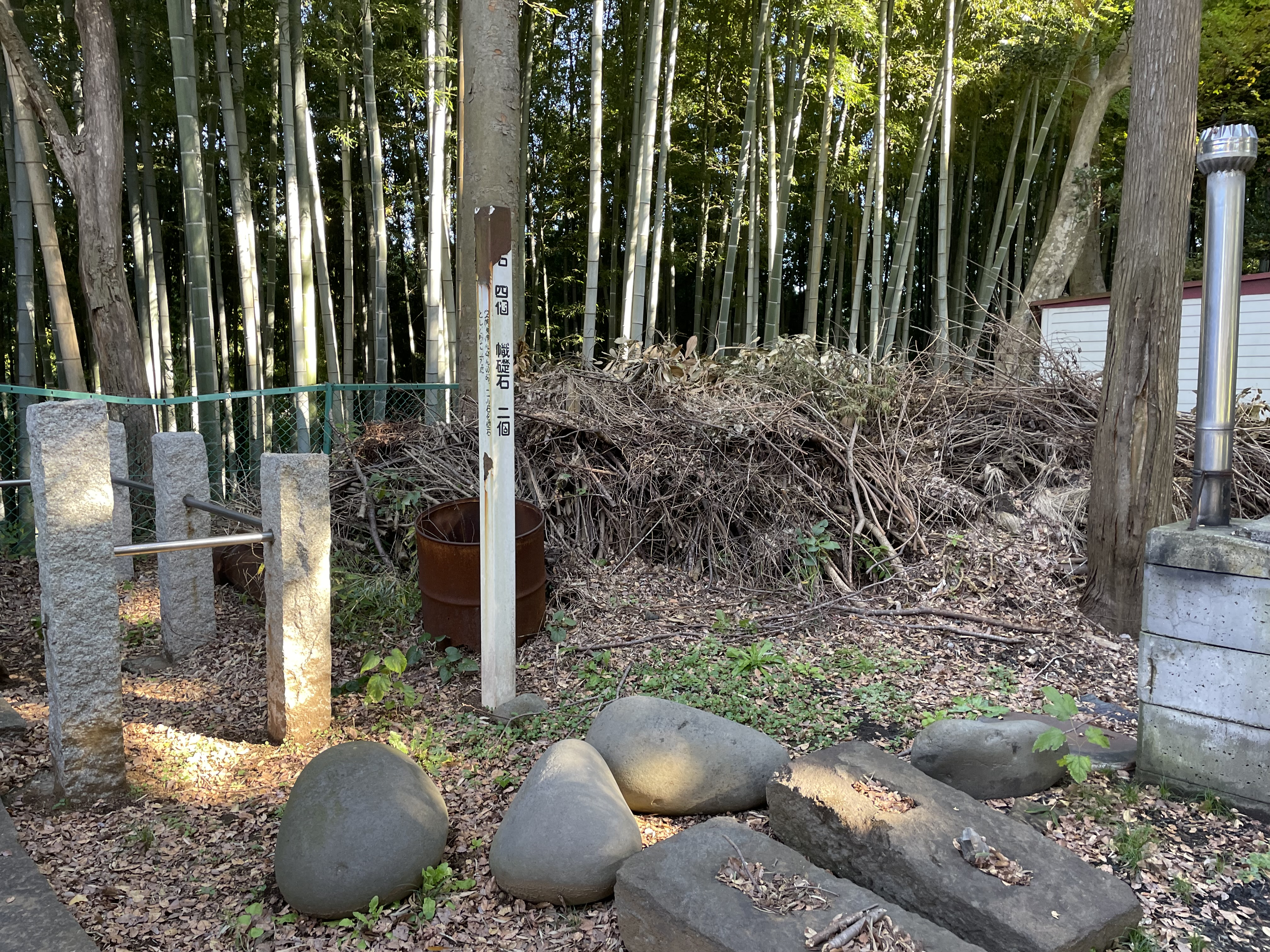
力石四個、幟礎石二個

### 摂社
道祖神社と天神社が合祀されている。

### 庚申塔
参道脇に庚申塔群がある。

### 力石など
力石四個、幟礎石二個とそれを示す標柱がある。

## 交通アクセス
- JR常磐線北松戸駅より、徒歩約12分（経路案内）
- JR常磐線馬橋駅より、徒歩約14分（経路案内）
- 松戸市ゆめいろバス「安房須神社入口」バス停より、徒歩0分